# Ротические согласные
Ротические согласные — плавные согласные, орфографически традиционно обозначаемые символами, производными от греческой буквы ро, в том числе латинской R r и кириллической Р р. В Международном фонетическом алфавите они обозначаются заглавными и строчными вариантами латинской R r: r, ɾ, ɹ, ɻ, ʀ, ʁ, ɽ и ɺ.
Этот набор звуков трудно охарактеризовать фонетически; с фонетической точки зрения, нет никакой взаимосвязи между ротическими согласными. Вместо этого, они имеют схожие фонологические функции или определенные схожие фонологические особенности в разных языках. Хотя было обнаружено, что некоторые ротические согласные обладают определенными акустическими особенностями, такими как пониженная третья форманта, дальнейшие исследования показали, что это справедливо не для всех языков. Например, пониженная третья форманта встречается почти исключительно в американских вариантах английского языка. Ротический согласный — двусмысленное и расплывчатое понятие с фонетической точки зрения, так как одни и те же согласные могут считаться ротическими в одних системах, а в других — идти в одном ряду с сибилянтами, аппроксимантами или даже взрывными в других языках. Например, tt в американском английском часто произносится как альвеолярный одноударный согласный ɾ, считающийся ротическим во многих других языках.

## Разновидности
В языках мира в основном встречаются следующие разновидности ротических согласных:
- дрожащие: Поток воздуха несколько раз подряд прерывается из-за вибрации какого-либо органа речи (обычно кончика языка или нёбного язычка), открывающего и закрывающего воздушный проход. Если дрожащий согласный образуется при участии кончика языка, ударяющегося о верхние дёсны, он называется апикальным альвеолярным дрожащим согласным; в МФА обозначается как r. Большинство неальвеолярных дрожащих согласных, таких как губно-губной дрожащий, однако, не считаются ротическими.
  - Во многих языках, таких как болгарский, шведский, норвежский, фризские, итальянский, испанский, русский, польский, украинский, голландский, а также в большинстве диалектов окситанского присутствуют дрожащие ротические согласные. В Bühnendeutsch[нем.] (вариант произношения немецкого, используемый в театре и на публичных выступлениях), к примеру, для ясности произношения r всегда реализуется как альвеолярный дрожащий согласный.
- одноударные: Похожи на дрожащие, но поток воздуха прерывается только один раз. Во многих языках одноударные — редуцированные аллофоны дрожащих согласных. Тем не менее, в испанском, например, дрожащие и одноударные согласные играют смыслоразличительную роль: pero /ˈpeɾo/ (но) и perro /ˈpero/ (собака). Также одноударный боковой апикальный постальвеолярный согласный присутствует в японском и корейском языках. В австралийском варианте английского языка и некоторых американских диалектах английского, одноударные являются реализацией фонем /t/ и /d/ в положении между гласными, как в rider /ˈɹaɪ.ɾɚ/ и butter /ˈbʌ.ɾɚ/.
- альвеолярные и ретрофлексные аппроксиманты: Передняя часть языка приближается к верхним дёснам, либо язык заворачивается так, что кончик языка приближается к нёбу. Отсутствует заметный шум, речевой тракт не перекрывается. Альвеолярный аппроксимант обозначается символом [ɹ], а ретрофлексный — [ɻ]. Также существует различие между огубленным и неогубленным ретрофлексным аппроксимантом, раньше присутствовавшее в древнеанглийском и даже в некоторых ныне существующих диалектах английского, где буквой r обозначается неогубленный, а wr — огубленный вариант. Таким образом, в таких диалектах слова вроде right и write различаются не только на письме. Также встречается как ротический в некоторых диалектах армянского, голландского, немецкого и бразильском португальском (в зависимости от фонотактики).
- увулярные: Задняя часть языка приближается к мягкому нёбу или нёбному язычку. В португальском, французском, немецком, иврите и датском языках присутствуют варианты этого согласного. Раньше в Северной Англии существовали диалекты с увулярным R, называвшимся burr.

## Характеристика
В фонематической транскрипции ротические согласные обычно обозначаются символом /r/, если в данном языке существует не больше одной такой фонемы. Например, в большинстве австралийских языков (где противопоставляются аппроксимант [ɻ] и дрожащий [r]), используются символы r и rr, соответственно. МФА предоставляет полный набор различных символов там, где требуется более точная, фонетическая транскрипция: [ɹ] — альвеолярный аппроксимант, [ʀ] — увулярный дрожащий, [ʁ] — звонкий увулярный спирант или аппроксимант.
Тот факт, что звуки, традиционно классифицируемые как «ротические», существенно различаются и по месту, и по способу артикуляции, а также по своей акустической характеристике, побудил некоторых лингвистов исследовать, что общего они имеют, что позволяет сгруппировать их вместе. Одно предположение состоит в том, что каждый ротический согласный имеет некоторые определенные свойства, общие с другими членами класса, но не со всеми; в таком случае, ротические согласные имеют скорее «семейное сходство» друг с другом, чем жесткий набор общих свойств. Другое предположение состоит в том, что ротические согласные определяются своим поведением в иерархии сонорности, а именно, тем, что ротический согласный — более сонорный, чем боковой, но менее сонорный, чем гласный. Класс ротических согласных является популярной областью исследования в социолингвистике ввиду его нестабильности и потенциала к изменению.